# Renāte Lāce
Renāte Lāce (ur. 18 lutego 1943 w Rydze, zm. 3 marca 1967 tamże) – łotewska lekkoatletka, sprinterka i skoczkini w dal startująca w barwach Związku Radzieckiego, medalistka mistrzostw Europy z 1966, olimpijka.
Zdobyła złote medale w biegu na 100 metrów i w sztafecie 4 × 100 metrów oraz srebrny medal w biegu na 200 metrów na Letniej Uniwersjadzie w 1963 w Porto Alegre.
Odpadła w półfinale biegu na 100 metrów na igrzyskach olimpijskich w 1964 w Tokio, a radziecka sztafeta 4 × 100 metrów w składzie: Galina Gajda, Lāce, Ludmiła Samotiosowa i Galina Popowa zajęła 4. miejsce w finale. Ponownie zwyciężyła w sztafecie 4 × 100 metrów na Letniej Uniwersjadzie w 1965 w Budapeszcie.
Na mistrzostwach Europy w 1966 w Budapeszcie zdobyła brązowy medal w sztafecie 4 × 100 metrów, która biegła w składzie: Wira Popkowa, Wałentyna Bolszowa, Samotiosowa i Lāce. Na tych samych mistrzostwach Lāce zajęła 10. miejsce w skoku w dal oraz odpadła w eliminacjach biegu na 100 metrów.
Ustanowiła rekord świata w sztafecie 4 × 200 metrów (w składzie: Lāce, Wałentyna Masłowska, Marija Itkina i Popowa) czasem 1:35,1 14 lipca 1963 w Moskwie, a także rekord ZSRR w sztafecie 4 × 100 metrów wynikiem 44,4 (21 października 1964 w Tokio).
Rekordy życiowe Lāce:
| Konkurencja        | Data i miejsce | Wynik |
| ------------------ | -------------- | ----- |
| bieg na 100 metrów | 1964           | 11,4  |
| bieg na 200 metrów | 1965           | 23,8  |
| skok w dal         | 1966           | 6,21  |